# 克瓦尔齐特内

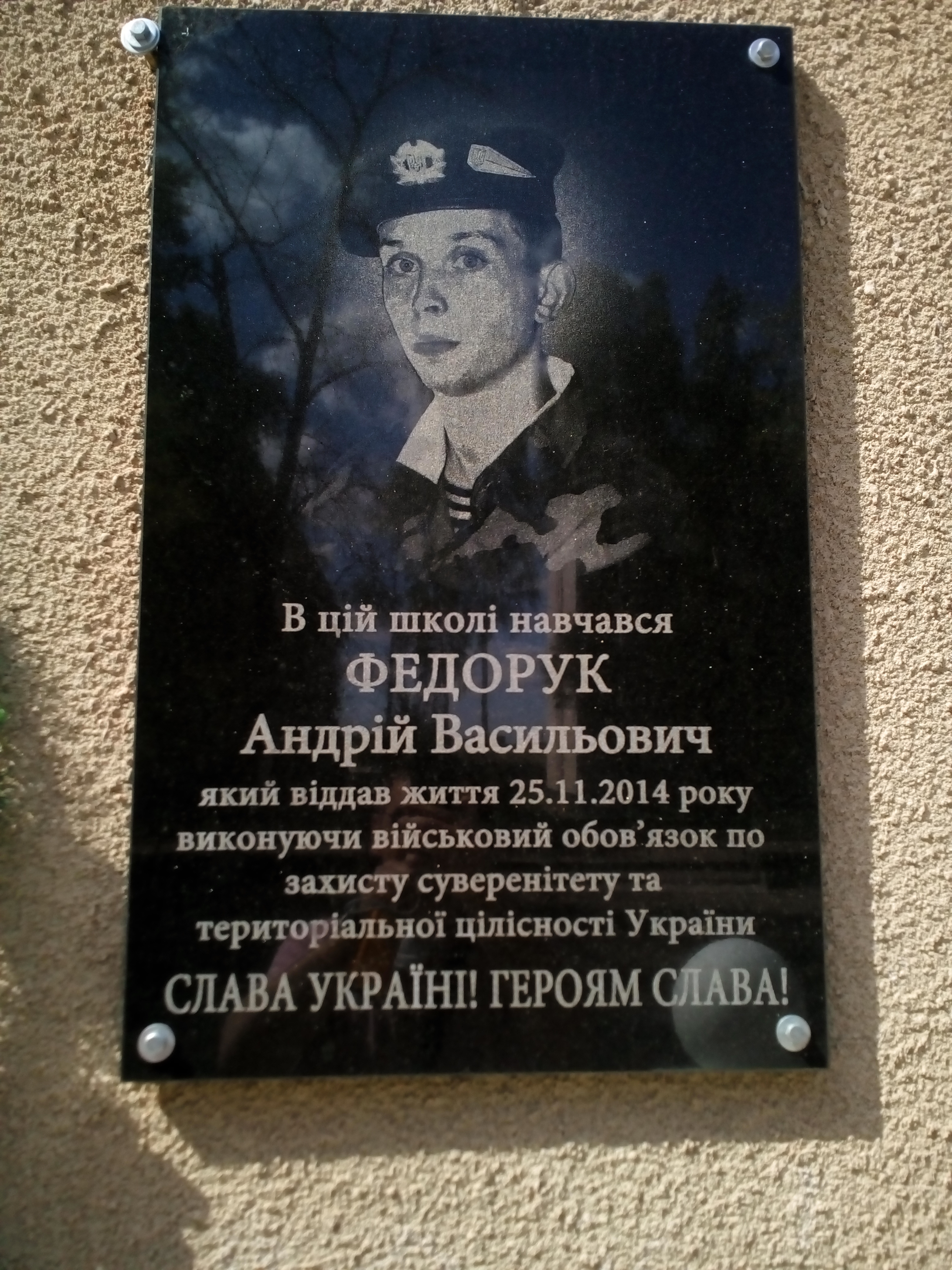
纪念牌

克瓦尔齐特内（烏克蘭語：Кварцитне），2024年9月前名为佩爾紹特拉夫內韋（烏克蘭語：Першотравневе），是烏克蘭北部日托米爾州科羅斯堅區赫拉德科维奇市镇的鎮。始建於1936年，面積4平方公里，海拔高度191米，2011年人口2,517，人口密度每平方公里629人。
2024年9月19日，乌克兰最高拉达将此镇的名字改为克瓦尔齐特内。